# Wu Chengzhang
Wu Chengzhang (chiń. 吴成章; ur. 8 lutego 1924 w Szanghaju) – chiński koszykarz, olimpijczyk z Londynu 1948.
Wu Chengzhang znalazł się w chińskiej kadrze koszykarskiej na Letnich Igrzyskach Olimpijskich w Londynie w 1948. Na igrzyskach zagrał w każdym z 8 meczów, które rozegrali Chińczycy.
Po igrzyskach trafił do armii, gdzie trenował drużyny wojskowe. Następnie do przejścia na emeryturę w 1984 był trenerem w Szanghaju. Na emeryturze stworzył amatorską drużynę koszykówki seniorów.
Z okazji Letnich Igrzyskach Olimpijskich 2012, które ponownie odbyły się w Londynie, na zaproszenie brytyjskiego rządu odwiedził stolicę Wielkiej Brytanii. Był wówczas jednym z dwóch żyjących członków chińskiej reprezentacji olimpijskiej z 1948. Cieszy się dużym szacunkiem w Chinach jako jeden z ostatnich olimpijczyków z 1948 roku.